# كبير بيلو
كبير بيلو (بالإنجليزية: Kabir Bello)‏ (21 يوليو 1983 بنيجيريا - ) هو لاعب كرة قدم نيجيري في مركز الهجوم. شارك مع منتخب نيجيريا تحت 23 سنة لكرة القدم. أما مع النوادي، فقد لعب مع جومبي يونايتد ونادي إفياني أوباه ونادي سباهان أصفهان ونادي مس كرمان وPersiba Balikpapan ‏ وJasper United F.C. ‏ وPSPS Pekanbaru ‏ والشيخ رسل كريه شقرا ‏ وبيرسيتارا جاكرتا أوتارا ‏.

## وصلات خارجية
- كبير بيلو على موقع الاتحاد الدولي (مؤرشف)  (الإنجليزية)
- كبير بيلو على موقع قاعدة بيانات كرة القدم.إي يو (الإنجليزية)
- كبير بيلو على موقع Soccerway.com (الإنجليزية)
- كبير بيلو على موقع عالم كرة القدم.نت (الإنجليزية)